# Coupe des clubs champions africains 1992
Navigation
Édition précédente Édition suivante
La Coupe des clubs champions africains 1992 est la 28e édition de la Coupe des clubs champions africains.
C'est le club marocain Wydad Athletic Club qui a remporté le titre face à Al Hillal.

## Tour préliminaire
| Équipe 1                  | Résultat       | Équipe 2            | Aller | Retour |
| ------------------------- | -------------- | ------------------- | ----- | ------ |
| Botswana Defence Force XI | 1 - 2          | Mbabane Highlanders | 1 - 1 | 0 - 1  |
| Arsenal FC                | 4 - 0          | Eleven Arrows FC    | 3 - 0 | 1 - 0  |
| forfait CD Elá Nguema     | -              | Primeiro de Agosto  | 2 - 3 | -      |
| LPRC Oilers               | 2 - 3          | Mighty Blackpool FC | 1 - 0 | 1 - 3  |
| ASC Police                | 2 - 2 4 - 5tab | AS Real Bamako      | 1 - 1 | 1 - 1  |
| ASC Port Autonome         | 0 - 0 1 - 3tab | SC Praia            | 0 - 0 | 0 - 0  |
| Saint-George SA           | 2 - 4          | Al-Ittihad          | 2 - 1 | 0 - 3  |
| Saint-Louis FC            | 2 - 7          | Young Africans FC   | 1 - 3 | 1 - 4  |
| Sahel SC                  | 4 - 2          | Postel Sport FC     | 2 - 1 | 2 - 1  |
| Tourbillon FC             | E1 - 1         | Forces Armées CA    | 0 - 0 | 1 - 1  |

## Premier tour
| Équipe 1             | Résultat       | Équipe 2             | Aller | Retour |
| -------------------- | -------------- | -------------------- | ----- | ------ |
| Al-Ittihad           | 1 - 2          | Gor Mahia FC         | 1 - 0 | 0 - 2  |
| Arsenal FC           | 2 - 2E         | Kampala City Council | 2 - 1 | 0 - 1  |
| Diables noirs        | 2 - 5          | Julius Berger FC     | 2 - 1 | 0 - 4  |
| EF Ouagadougou       | 1 - 4          | ASEC Mimosas         | 1 - 2 | 0 - 2  |
| Horoya AC            | 2 - 2 5 - 4tab | ES Tunis             | 2 - 0 | 0 - 2  |
| AS Inter Star        | 2 - 3          | CD Costa do Sol      | 2 - 0 | 0 - 3  |
| Mbabane Highlanders  | 1 - 9          | Nkana FC             | 0 - 2 | 1 - 7  |
| Mighty Blackpool FC  | 3 - 3 3 - 4tab | Canon Yaoundé        | 2 - 1 | 1 - 2  |
| SCOM Mikishi         | 1 - 3          | Asante Kotoko FC     | 1 - 1 | 0 - 2  |
| Primeiro de Agosto   | 3 - 0          | AS Sogara            | 1 - 0 | 2 - 0  |
| AS Real Bamako       | 2 - 3          | Wydad AC             | 2 - 1 | 0 - 2  |
| Sahel SC             | 2 - 3          | MO Constantine       | 2 - 1 | 0 - 2  |
| SC Praia             | 1 - 3          | Club africain        | 0 - 0 | 1 - 3  |
| Sunrise Flacq United | 3 - 3E         | AS Sotema            | 2 - 3 | 1 - 0  |
| Tourbillon FC        | 2 - 2E         | Al Hilal             | 2 - 1 | 0 - 1  |
| Young Africans FC    | 1 - 3          | Ismaily SC           | 0 - 2 | 1 - 1  |

## Deuxième tour
| Équipe 1             | Résultat       | Équipe 2         | Aller | Retour |
| -------------------- | -------------- | ---------------- | ----- | ------ |
| forfait AS Sotema    | -              | Al Hilal         | -     | -      |
| CD Costa do Sol      | 2 - 4          | Asante Kotoko FC | 1 - 2 | 1 - 2  |
| Gor Mahia FC         | E1 - 1         | Canon Yaoundé    | 0 - 0 | 1 - 1  |
| Horoya AC            | 1 - 6          | ASEC Mimosas     | 1 - 2 | 0 - 4  |
| Julius Berger FC     | 1 - 2          | Wydad AC         | 0 - 0 | 1 - 2  |
| Kampala City Council | 0 - 6          | Nkana FC         | 0 - 4 | 0 - 2  |
| MO Constantine       | 1 - 1 2 - 3tab | Ismaily SC       | 1 - 0 | 0 - 1  |
| Primeiro de Agosto   | 2 - 3          | Club africain    | 2 - 0 | 0 - 3  |

## Quarts de finale
| Équipe 1      | Résultat       | Équipe 2         | Aller | Retour |
| ------------- | -------------- | ---------------- | ----- | ------ |
| Club africain | 4 - 6          | Ismaily SC       | 3 - 3 | 1 - 3  |
| ASEC Mimosas  | E4 - 4         | Asante Kotoko FC | 1 - 2 | 3 - 2  |
| Nkana FC      | 3 - 4          | Wydad AC         | 2 - 1 | 1 - 3  |
| Gor Mahia FC  | 2 - 2 2 - 4tab | Al Hilal         | 2 - 0 | 0 - 2  |

## Demi-finales
| Équipe 1     | Résultat | Équipe 2 | Aller | Retour |
| ------------ | -------- | -------- | ----- | ------ |
| ASEC Mimosas | 3 - 3E   | Wydad AC | 3 - 1 | 0 - 2  |
| Ismaily SC   | 1 - 1E   | Al Hilal | 1 - 1 | 0 - 0  |

## Finale
| Aller            | Wydad AC                        | 2 - 0 | Al Hilal | Stade Mohammed-V, Casablanca |  |
| 29 novembre 1992 | Daoudi 87e (pen.) · Fertout 90e |       |          |                              |  |

| Retour           | Al Hilal | 0 - 0 | Wydad AC | Al Hilal Stadium, Omdourman |
| 13 décembre 1992 |          |       |          |                             |

## Vainqueur
| Coupe des clubs champions africains Vainqueur 1992 |
| -------------------------------------------------- |
| Wydad Athletic Club Premier titre                  |